# Enrique Zuazua
Enrique Zuazua, né le 28 septembre 1961 à Eibar, est un mathématicien espagnol, professeur depuis 2001 de mathématiques appliquées à l'université autonome de Madrid et, depuis 2016, chercheur distingué et directeur de la chaire de mathématiques computationnelles  du Centre de recherche DeustoTech de l'université de Deusto à Bilbao au Pays basque. 

## Biographie
Il exerce depuis 2008 en tant que chercheur d'Ikerbasque et directeur scientifique du BCAM, Basque Center for Applied Mathematics. Il est également membre numéraire de Jakiunde ou Académie basque des sciences, des arts et des lettres.
Titulaire d’une maîtrise en mathématiques de l’université du Pays basque (UPV-EHU), d'un doctorat de la même université en 1987 et de l'université Pierre-et-Marie-Curie en 1988. En 1987-1988, il devient professeur associé de l’UPV-EHU puis professeur titulaire de la chaire d’analyse mathématique de l'université autonome de Madrid. En 1990, il se voit confier la chaire de mathématique appliquée à l'université complutense de Madrid à Madrid avant d’enseigner en 2001 à l’université autonome de Madrid.
Il a été professeur visiteur du Courant Institute à New York et des universités du Minnesota et de Rice aux États-Unis, de l'université fédérale de Rio de Janeiro, de l'institut Isaac Newton de Cambridge, de l'université Pierre et Marie Curie, Paris-Sud, Versailles, Orléans, Toulouse, Nice et de l'École polytechnique à Paris.
Il est rédacteur en chef de ESAIM, correspondant du SIAM Journal on Control and Optimization et membre du Comité éditorial d'autres revues ainsi que de comités scientifiques de plusieurs centres de recherche et agences parmi lesquels la présidence de la commission de mathématiques pour les Advanced Grants du Conseil européen de la recherche (CER). 
Son œuvre, près de 200 articles publiés a rencontré un écho important. L'Institut ISI (Thomson) l'a distingué en tant que « Highly Cited Researcher » en 2004.
Ses champs de spécialisation, dans le domaine de la mathématique appliquée, couvrent les équations aux dérivées partielles, le contrôle de systèmes et l’analyse numérique.

## Distinctions
- Prix Euskadi de sciences et technologie (2006)
- Prix national Julio Rey Pastor en mathématiques et technologies de l’information et la communication (2007)
- Docteur honoris causa de l'université de Lorraine (2014)[6]
- Prix Reid (2022)